# 盛徳 (大理)
盛徳（せいとく）は、雲南に興った後理国の段智興の時代に使用された元号。1176年 - 1180年。

## 西暦・干支との対照表
| 盛徳 | 元年   | 2年    | 3年    | 4年    | 5年    |
| 西暦 | 1176年 | 1177年 | 1178年 | 1179年 | 1180年 |
| 干支 | 丙申   | 丁酉   | 戊戌   | 己亥   | 庚子   |